# Tang Frères
Tang Frères ("Tang Brüder") ist eine Asia-Supermarktkette, welche im 13. Arrondissement, eines der Chinatowns in Paris ansässig ist. Sie ist als die größte asiatische Supermarktkette im Westen außerhalb von China bekannt. 
Das Unternehmen hat seine Geschäftsfelder inzwischen auf andere asiatische Produkte ausgeweitet, darunter unter anderen den Import asiatischer DVDs und Fernsehsendungen. Tang Frères hat mehrere Filialen in ganz Paris und den umliegenden Vororten.
Neben dem Ivry’s Tang Frères-Supermarkt liegt Parisstore, ein weiterer großer asiatischer Supermarkt in Frankreich mit mehreren Filialen.

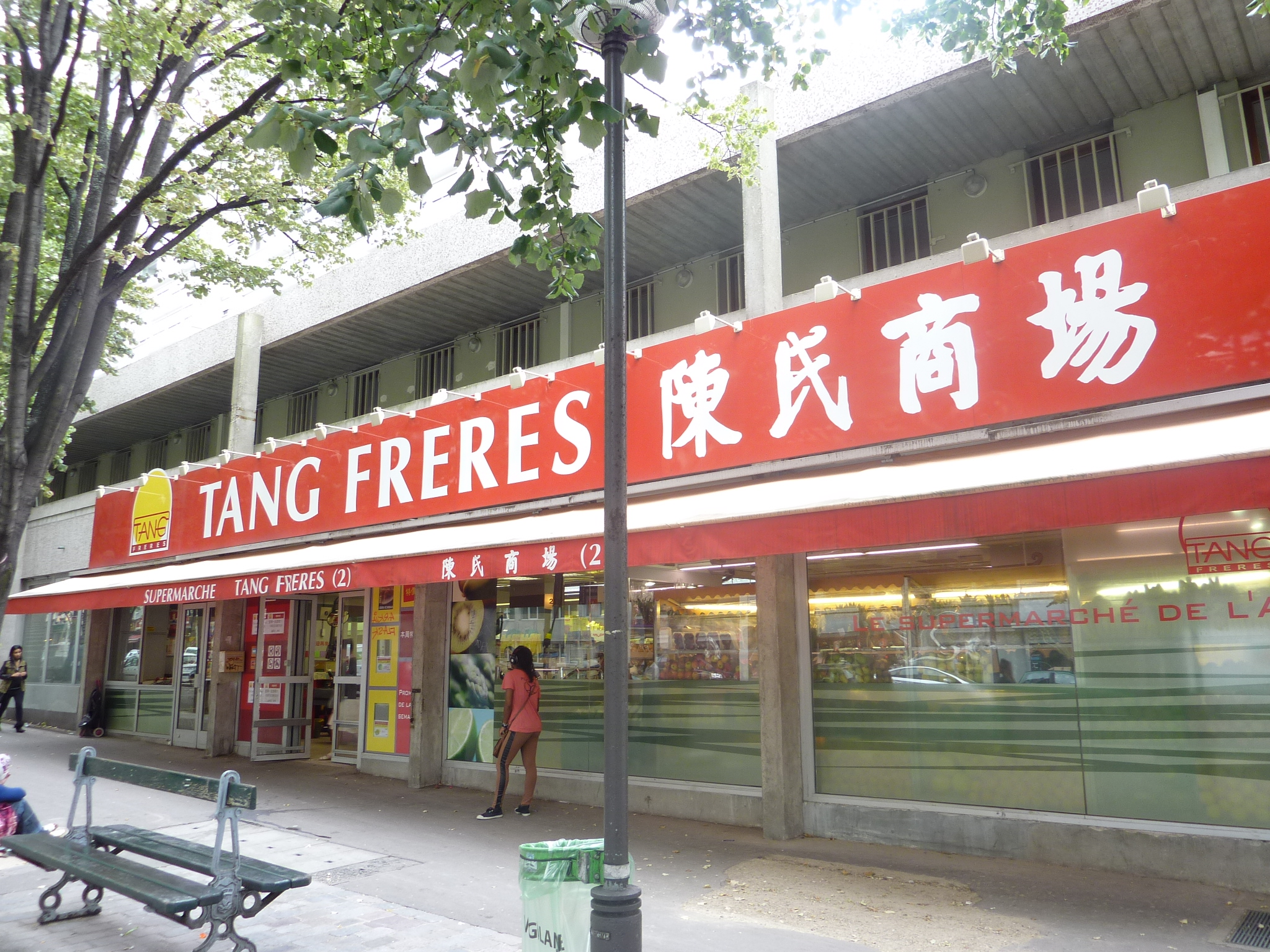
Eine Filiale von Tang Frères in 13. Arrondissement Paris